# Delhi criminal
Delhi criminal es una serie original de Netflix, escrita y dirigida por Richie Mehta. Protagonizando Shefali Shah, Rasika Dugal, Adil Hussain y Rajesh Tailang, que retrata el caso de violación en grupo de Delhi en 2012. Sus primeros dos episodios fueron premiados en el 2019 Sundance Festival de cine en la categoría episodio indie. La serie se estrenó el 22 de marzo de 2019.

## Sinopsis
Está basado en el caso de violación que tuvo lugar en el barrio de Munirka, en el sur de Delhi. La serie sigue la historia posterior a la violación en grupo, donde la comisionada adjunta de policía, Vartika Chaturvedi, tiene la tarea de encontrar a los culpables, responsables de las agresiones y muerte de las víctimas.

## Reparto
- Shefali Shah como Vartika Chaturvedi
- Rasika Dugal como Neeti Singh
- Adil Hussain como Kumar Vijay
- Rajesh Tailang como Bhupendra Singh
- Denzil Herrero como Vishal Chaturvedi
- Yashaswini Dayama como Chandni
- Avijit Dutt como Gururaj Dixit
- Gopal Dutt como Sudhir Kumar
- Sanjay Bishnoi como Akash
- Mridul Sharma como Jai Singh
- Jaya Bhattacharya como Vimla Bharadwaj
- Swati Bhatia como Ira

## Producción
Mehta concibió la idea del Delhi criminal durante una conversación con Neeraj Kumar, ex comisionado de la policía de Delhi, quien lo presentó al equipo de investigación y le dio acceso a varios documentos legales que se prepararon como parte de la investigación.  Más tarde, Kumar le preguntó a Mehta si consideraría hacer una película sobre el caso, luego comenzó a leer los documentos y quedó "sorprendido por la precisión con la que se resolvió este caso, y muy rápido". También se reunió con los oficiales involucrados en el caso y fue "sorprendido por ellos". Mehta buscó el permiso de la familia de la víctima. Mehta dijo que películas como The French Connection (1971) y Zodiac (2007) influyeron en su enfoque.

## Recepción
La primera temporada recibió críticas positivas tras su lanzamiento. En Rotten Tomatoes, la serie tiene un índice de aprobación del 100% basado en 5 comentarios, con una calificación promedio de 7/10.
Daniel Fienberg, de The Hollywood Reporter, lo calificó de "lo suficientemente diferente como para ser interesante". También sintió que las convenciones policiales y de procedimiento se sentían "razonablemente nuevas y consistentemente atractivas". Ben Travers, de IndieWire, escribió: "Una historia del crimen de Delhi, experta y difícil de ver, Delhi Criminal no será para todos, pero no dejará a nadie que la observe". Shubhra Gupta, de The Indian Express, escribió: "Donde las puntuaciones del delito de Delhi se encuentran en el retrato de una fuerza policial asediada, que es fácil de señalar".